# Rete tranviaria di Linz
La rete tranviaria di Linz (in tedesco Linzer Straßenbahn-Netz) è la rete tranviaria che serve la città austriaca di Linz, la capitale dello stato federato dell'Alta Austria. Rappresenta la spina dorsale del sistema di trasporto pubblico della città.
La rete, gestita dalla società Linz AG, usa l'insolito scartamento di 900 mm. È costituita da quattro linee, compresa dal 2009 la tranvia di montagna Pöstlingbergbahn. La Linz AG gestisce anche la rete di bus e di filobus della città.